# ولی‌آباد (زیرکوه)
ولی آباد روستایی در دهستان زیرکوه بخش مرکزی شهرستان زیرکوه استان خراسان جنوبی ایران است. بر پایه سرشماری عمومی نفوس و مسکن در سال ۱۳۹۰ جمعیت این روستا ۶۹ نفر (در ۱۸ خانوار) بوده است.